# Jean-Yves Roux
Pour les articles homonymes, voir Roux.
Jean-Yves Roux, né le 18 janvier 1970 à Digne-les-Bains (Alpes-de-Haute-Provence), est un homme politique français. Membre du Parti radical de gauche (PRG), il est sénateur des Alpes-de-Haute-Provence depuis 2014.

## Biographie
Il est le fils de Marcel Roux.
Le 28 septembre 2014, il est élu sénateur des Alpes-de-Haute-Provence, succédant ainsi à Claude Domeizel,. Il démissionne de son poste de vice-président du conseil régional de Provence-Alpes-Côte d'Azur,,.
En mars 2015, il est élu conseiller départemental du canton de Seyne en tandem avec Evelyne Faure. Ils ont pour suppléants Renée Dossmann et Michel Rey.
Le 27 septembre 2020, il est réélu sénateur des Alpes-de-Haute-Provence.

## Mandats
Sénateur
- depuis le 28 septembre 2014 : sénateur des Alpes-de-Haute-Provence.
- Vice-président du groupe d'études Développement économique de la montagne au Sénat.
- Membre du groupe d'études Chasse et pêche, du groupe d'études Élevage.
- Membre du groupe d'études sur le numérique.
- Membre de la délégation à la prospective.

Conseiller régional
- 21 mars 2010 - 3 octobre 2014 : depuis le 2 novembre 2012 vice-président du conseil régional de Provence-Alpes-Côte d'Azur.
- Président du SMO PACA du 4 octobre 2012 au 31 octobre 2015

Conseiller général / Conseiller départemental
- 22 mars 1998 - 29 mars 2015 : conseiller général du canton de La Javie, vice-président du conseil général des Alpes-de-Haute-Provence.
- depuis le 29 mars 2015 : conseiller départemental du canton de Seyne.

Conseiller municipal / Maire
- mars 1995 - mars 2001 : maire-adjoint du Brusquet
- mars 2001 - mars 2010 : maire du Brusquet

Autres mandats et fonctions
- janvier 2004 - mars 2010 : président de la Communauté de communes de Haute Bléone